# یان گلتا
یان گلتا (اسلواکی: Ján Geleta؛ زادهٔ ۱۳ سپتامبر ۱۹۴۳) بازیکن فوتبال اهل چکسلواکی است.
از باشگاه‌هایی که در آن بازی کرده‌است می‌توان به دوکلا پراگ اشاره کرد.
وی همچنین در تیم ملی فوتبال چکسلواکی بازی کرده‌است.
وی در مسابقات کشوری و بین‌المللی در مجموع برندهٔ ۱ مدال نقره شده‌است.